# Рашнёво
Рашнёво — деревня в Краснопрудской волости Псковского района Псковской области России.
Расположена в 7 км к северо-востоку от волостного центра Кирово и в 36 км к югу от города Пскова.

## Население
| 2001 | 2002 | 2010 |
| ---- | ---- | ---- |
| 23   | ↘21  | ↘16  |

## История
С 1928 до 1954 года деревня была центром Рашнёвского сельсовета (до 1928 года называвшегося Волчеямским по д. Волчьи Ямы), а Указом Президиума Верховного Совета РСФСР от 16 июня 1954 года Рашнёвский сельсовет был упразднён и включён в Москвинский сельсовет. С 1995 до 2010 года деревня входила в Москвинскую волость; с 1 января 2011 года — в Краснопрудскую волость.